# 前庭神经鞘瘤
前庭神经鞘瘤（vestibular schwannoma，VS）又称听神经瘤（acoustic neuroma），起源于第八对颅神经前庭蜗神经的施万细胞，属于一种良性肿瘤。肿瘤大多从内听道内开始生长，逐渐突入颅腔，将脑桥池的蛛网膜推向内侧。绝大多数前庭神经鞘瘤发生于听神经的前庭支，尤其是下前庭神经，然后是上前庭神经；仅有不到10%的发生于耳蜗支的神经鞘瘤，则有学者另命名为耳蜗神经鞘瘤。
可能表现为听力减退、耳鸣和眩暈等症状；也有些人可能不会出现任何症状。其他症状可能有面部麻木和面部迟钝。大多数患者为单侧发病。随着肿瘤生长扩大压迫相邻的颅神经、脑干和小脑等结构，而出现三叉神经分布区感觉减退、继发性三叉神经痛、小脑运动障碍及共济失调，或缓慢进展性脑积水等出现颅内压增高症状。
单侧发病一般认为是由于随机病因导致的。而双侧发病则通常与2 型神经纤维瘤病(NF2) 有关。 NF2 可能是来自于父母的遗传，也可能来自于胎儿孕期 发育异常。发病机制可能是22 号染色体上的缺陷基因导致雪旺细胞生长不受控制。 出现相关症状应考虑前庭神经鞘瘤，并通过MRI确诊诊断。
前庭神经鞘瘤目前有三种治疗方式：临床观察、外科手术和放疗。前庭神经鞘瘤发病罕见，每 10万 人中每年大约只有 1 人发病 。初始发病最常见于30 至 60 岁人群。女性比男性容易发病。1777 年莱顿大学解剖学教授 Eduard Sandifort 在尸检时第一次清晰观察到了前庭神经鞘瘤。